# Neoseiulus kerri
Neoseiulus kerri är en spindeldjursart som beskrevs av Muma 1965b. Neoseiulus kerri ingår i släktet Neoseiulus och familjen Phytoseiidae. Inga underarter finns listade i Catalogue of Life.